# 綿業協会間国際協力協議会
綿業協会間国際協力協議会（めんぎょうきょうかいかんこくさいきょうりょくきょうぎかい、英語: Committee for International Cooperation between Cotton Associations、CICCA。1978年 - ）は参加する各国の綿業協会間の国際協力を推進する団体。

## 概要

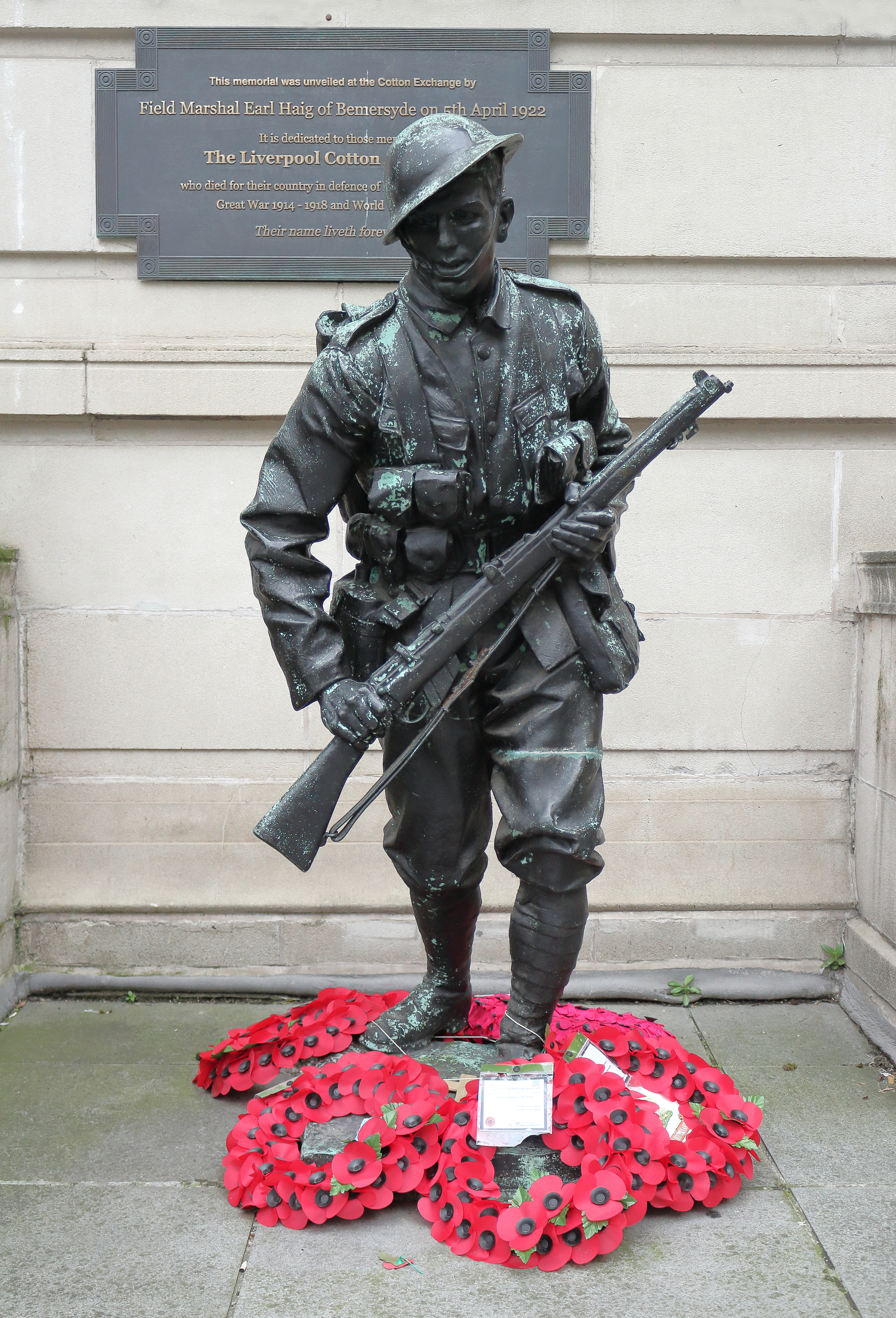
大戦追悼碑（リヴァプール綿業協会、1922年）。

1841年、綿花生産地に資した奴隷制度が廃止されたイギリス帝国のリヴァプールにおいて、リヴァプール綿取引協会が発足した。1929年の大恐慌ののち各国の綿業保護運動はたびたび政策問題や国際摩擦に発展し、日本の場合は1937年に日米綿業協定、1955年から1971年には日米繊維交渉が行われた。
1978年、イギリスのリヴァプール綿業協会が主導して綿製品の品質維持や協会間紛争の仲裁を行う綿業協会間国際協力協議会（公式サイト、CICCA）が創設された
。

## 目的
参加協会に所属する繊維企業が、良好な商慣行を維持することや、綿花取引の拡大に努めるとしている。

## 参加団体
2022年現在、英国国際綿業協会、日本綿花協会（日本綿花裁定協会）を含む18か国の綿業協会が参加している。